# 이원장 (배우)
이원장(1983년 7월 21일 ~ )은 대한민국의 배우이다.

## 출연작

### 영화
- 《감동주의보》 (2022년) - 부동산 이씨 역
- 《피에타》 (2012년) - 상구 역
- 《그 집 앞》 (2011년)
- 《사랑활동의 내구성》 (2009년)
- 《다시, 4월》 (2008년) - 선우 역
- 《동갑내기 과외하기 레슨 2》 (2007년) - 분식집 종업원 역
- 《그 말을 믿으라는 거야?》 (2006년) - 철구 역

### 드라마
- 《이름 없는 여자》 (2017년, KBS2)
- 《아버지가 이상해》 (2017년, KBS2)
- 《무림학교》 (2016년, KBS2)
- 《애인 있어요》 (2015년, SBS)
- 《어셈블리》 (2015년, KBS2)
- 《파랑새의 집》 (2015년, KBS2)
- 《가족끼리 왜 이래》 (2014년~2015년, KBS2) - 동대문 상가 관계자 역
- 《귀신 보는 형사 처용》 (2014년, OCN) - 의사 역
- 《네일샵 파리스》 (2013년, MBC QueeN)
- 《나인: 아홉 번의 시간여행》 (2013년, tvN)
- 《돈의 화신》 (2013년, SBS)
- 《유령》 (2012년, SBS)
- 《아이두 아이두》 (2012년, MBC) - 소매치기범 역
- 《그대 없인 못살아》 (2012년, MBC)
- 《넝쿨째 굴러온 당신》 (2012년, KBS2) - 클럽남 역
- 《빛과 그림자》 (2011년, MBC)
- 《태왕사신기》 (2011년, MBC)

### 연극
- 《수다》
- 《짬뽕》